# ブレインハート
NPO法人ブレインハートは高校生のキャリア教育をベースに、進路・学校生活に関するメンタルサポートを実施する法人。
- 2005年〜2012年 理事長 井上良則
- 2012年〜2016年 理事長 新田匡宏

## 所在地
宮城県仙台市青葉区二日町12-21-アークオフィスビル4F

## 概要
職業意識の明確な生徒は学習意欲も向上することを考え、中高校生のキャリア教育（職業教育）の一環として、高等学校内において「進路別ガイダンス」を主催。専門学校との連携により“職業教育”の出前授業を実施。平行して高校生の就職希望者の模擬面接支援も行っている。
また、創設当初より行っている中高生とその保護者のメンタル支援を中心に、不登校支援、高等学校の転入・転校支援をはじめ、学習遅延者のためのサポート塾も併設している。

## 活動
- 中高生のキャリア教育
- 高校生の職業教育のための「進路ガイダンス」
- 中高生とその保護者のメンタル支援（不登校支援）
- メンタル支援者の育成
- 学習遅延者のためのサポート塾の運営

## 活動目的
中高生の進学・就労に関する支援活動と、不登校に悩む中高生とその保護者に対するメンタルサポート活動を通し、青少年の健全育成に寄与すること。

## 沿革
- 2005年、現副理事長である井上良則が創設。
- 2012年、理事長 新田匡宏、副理事長 井上良則となる。理事長の経歴を活かし高校生の進路別ガイダンスを新規事業として展開。

## 支援者・支援団体
- 富士フイルムビジネスイノベーション
- サーティファイ
- 地域の学校法人 等